# Engelsmühle (Gangelt)
Die Engelsmühle war eine ehemals am Rodebach gelegene Wassermühle mit einem unterschlächtigen Wasserrad in Gangelt-Stahe, einer ländlichen Gemeinde im nordrhein-westfälischen Kreis Heinsberg.

## Geographie
Die Engelsmühle hatte ihren Standort in der Rodebachstraße 33, Ecke Engelsmühle im Ortsteil Stahe in der Gemeinde Gangelt. Das Gelände auf dem das Hof- und Mühlengebäude stand hat eine Höhe von ca. 64 m über NN. Die am Oberlauf gelegene Mühle auf der linken Bachseite war die erste von 14 Mühlen. 500 m unterhalb folgt die  Platzmühle.

## Gewässer
Der Rodebach versorgte bis in das letzte Jahrhundert vierzehn Mühlen mit Wasser. Der Bach beginnt an einem Rückhaltebecken in der Nähe von Siepenbusch in der Stadt Übach-Palenberg in einer Höhe von 105 m über NN. Bis zur Mündung in die Geleenbeek bei Oud-Roosteren in den Niederlanden hat der Rodebach eine Länge von 28,9 km. Die Mündungshöhe beträgt 29 m über NN. Die Pflege und Unterhaltung des Rodebachs und seiner Nebenbäche unterliegt den jeweiligen, anliegenden Städten und Gemeinden. → Siehe auch Rodebach

## Geschichte
Die Engelsmühle gehörte um 1300 zu einem Heinsberger Lehnshof und soll 1542 in Flammen aufgegangen sein. 1571 erlaubte der Herzog Wilhelm von Jülich den Bau einer neuen Kornmühle. Die jährliche Abgabe betrug drei Malter Roggen an den Rentmeister in Millen. Anfang des letzten Jahrhunderts machte sich die einsetzende Wassernot am Rodebach bemerkbar. Die Gemeinde übernahm wegen einer geplanten Flussbegradigung das Staurecht und entschädigte den Mühlenbesitzer. Die Engelsmühle, die nach der letzten Müllerfamilie benannt war, wurde 1924 stillgelegt. Das Mühlengebäude wurde vor einiger Zeit niedergelegt und durch Neubauten ersetzt.